# Orden de la Cruz del Sur
La Orden Nacional de la Cruz del Sur (en portugués: Ordem Nacional do Cruzeiro do Sul) es una distinción otorgada por el Presidente de Brasil a personalidades extranjeras.
Originalmente fue creada con el nombre de "Imperial Orden de la Cruz del Sur" (en portugués: Ordem Imperial do Cruzeiro do Sul) por el emperador Pedro I el 1 de diciembre de 1822, como símbolo de poder del nuevo emperador del Brasil. Abolida por la primera constitución republicana el 24 de febrero de 1891, fue restablecida con su actual denominación el 5 de diciembre de 1932 por el presidente Getúlio Vargas.

## Grados
Según el Reglamento de la Orden Nacional de la Cruz del Sur, la Orden comprende los siguientes grados:
- Gran Collar: destinado exclusivamente a Jefes de Estado en circunstancias que justifiquen este premio especial.
- Gran Cruz: Destinado a Jefes de Estado, Jefes de Gobierno, Príncipes de las Casas Reinantes, Presidente del Poder Legislativo, Presidentes de las Cortes Supremas de Justicia, Ministros de Estado, Embajadores, Gobernadores, Almirantes, Mariscales, Mariscales del Aire, Almirantes de Flota, Generales de Ejército, Tenientes de Brigada y otras personalidades de jerarquía equivalente.
- Gran Oficial: Destinado a Enviados Ministros Extraordinarios y Plenipotenciarios, Presidentes de Cámaras Legislativas, Presidentes de Tribunales de Justicia, Vicealmirantes, Generales de División, Brigadistas Mayores, Ministros-Consejeros de Embajada, y otras personalidades de equivalente jerarquía.
- Comendador: Destinado a Encargados de Negocios efectivos, Consejeros de Embajadas o Legaciones, Parlamentarios y Tribunales de Justicia, Contralmirantes, Generales de Brigada, Brigadiers Aéreos, Cónsules Generales, Presidentes de Asociaciones Literarias, Científicas o Comerciales, Profesores Universitarios, y otras personalidades de jerarquía equivalente.
- Oficial: Destinado a Primeros Secretarios de Embajada o Legación, Oficiales Superiores de las Fuerzas Armadas, Jueces de Primera Instancia, Ministerio Público, Escritores, Artistas, Miembros de Asociaciones Literarias, Científicas o Comerciales, Profesores Universitarios y otras personalidades de equivalente jerarquía.
- Caballero: Destinado a Secretarios de Segunda y Tercera Embajada o Legación, Cónsules de Carrera, Agregados Civiles, Oficiales de las Fuerzas Armadas, Profesores de Enseñanza Media, Artistas, Deportistas y otras personalidades de equivalente jerarquía.

En orden de importancia, el Gran Collar es el más alto y el Caballero es el más bajo. En casos excepcionales, el ministro de Estado de Relaciones Exteriores podrá recomendar la concesión de un título superior.
| Barretes  | Barretes | Barretes   | Barretes     | Barretes  | Barretes    |
| --------- | -------- | ---------- | ------------ | --------- | ----------- |
| Caballero | Oficial  | Comendador | Gran Oficial | Gran Cruz | Gran Collar |

## Condecorados
| Imagen | Nombre                      | Cargo                                                         | Grado        | Año  | Ref.          |
| ------ | --------------------------- | ------------------------------------------------------------- | ------------ | ---- | ------------- |
|        | Eduardo                     | Príncipe de Gales                                             | Gran Cruz    | 1933 | [ 1 ]         |
|        | Jean Batten                 | Aviadora                                                      | Comendador   | 1935 | [ 2 ]         |
|        | Ira Eaker                   | General de las Fuerzas Aéreas de los Estados Unidos           | Gran Oficial | 1944 | [ 3 ]         |
|        | Dwight D. Eisenhower        | Presidente de los Estados Unidos                              | Gran Collar  | 1946 | [ 4 ]         |
|        | Hirohito                    | Emperador de Japón                                            | Gran Collar  | 1955 | [ 5 ] [ 6 ]   |
|        | Sukarno                     | Presidente de Indonesia                                       | Gran Cruz    | 1959 | [ 7 ] [ 8 ]   |
|        | Ernesto Che Guevara         | Líder adjunto de la Revolución Cubana                         | Gran Cruz    | 1961 | [ 9 ]         |
|        | Josip Broz Tito             | Presidente de Yugoslavia                                      | Gran cruz    | 1963 | [ 10 ]        |
|        | Elizabeth II                | Reina del Reino Unido                                         | Gran Collar  | 1968 | [ 11 ]        |
|        | José Rumazo González        | Ministro Plenipotenciario de la República de Ecuador          | Gran Cruz    | 1972 | [ 12 ]        |
|        | Nicolae Ceausescu           | Presidente de Rumania                                         | Gran Collar  | 1975 | [ 13 ]        |
|        | António Ramalho Eanes       | Presidente de la República Portuguesa                         | Gran Collar  | 1980 | [ 14 ]        |
|        | Mário Alberto Soares        | Presidente de la República Portuguesa                         | Gran Cruz    | 1987 | [ 14 ]        |
|        | Nelson Mandela              | Presidente de Sudáfrica                                       | Gran Collar  | 1996 | [ 15 ] [ 16 ] |
|        | Jorge Sampaio               | Presidente de la República Portuguesa                         | Gran Collar  | 1997 | [ 14 ]        |
|        | Chiara Lubich               | Politóloga                                                    | ?            | 1998 | [ 17 ]        |
|        | Manuel Fraga                | Presidente de Galicia                                         | Gran Collar  | 1998 | [ 15 ]        |
|        | Alberto Fujimori (anulada)  | Presidente de Perú                                            | Gran Collar  | 1998 | [ 15 ]        |
|        | Margarita II de Dinamarca   | Reina de Dinamarca                                            | Gran Collar  | 1999 | [ 18 ]        |
|        | Michelle Bachelet           | Presidente de Chile                                           | Gran Collar  | 2006 | [ 19 ]        |
|        | Jacques Diouf               | Diplomático                                                   | Gran Cruz    | 2006 | [ 20 ]        |
|        | Sílvia Sommerlath           | Reina consorte de Suecia                                      | Gran Collar  | 2007 | [ 21 ]        |
|        | Carlos XVI Gustavo          | Rey de Suecia                                                 | Gran Cruz    | 2007 | [ 22 ]        |
|        | Aníbal Cavaco Silva         | Presidente de la República Portuguesa                         | Gran Collar  | 2008 | [ 14 ]        |
|        | Nicolas Sarkozy             | Presidente de Francia                                         | Gran Collar  | 2009 | [ 23 ]        |
|        | Bashar al-Assad             | Expresidente de Siria                                         | Gran Collar  | 2010 | [ 24 ] [ 25 ] |
|        | Enrique Peña Nieto          | Presidente de México                                          | Gran Collar  | 2015 | [ 26 ] [ 27 ] |
|        | Cristina Kirchner           | Presidente de Argentina                                       | Gran Collar  | 2015 | [ 28 ]        |
|        | Rosen Plevneliev            | Presidente de Bulgaria                                        | Gran Collar  | 2016 | [ 29 ] [ 30 ] |
|        | Ciudad de Medellín          | Por el apoyo durante el accidente con el avión de Chapecoense | Gran Collar  | 2016 | [ 31 ]        |
|        | Stefan Zweig                | Escritor austríaco (condecorado póstumamente)                 | Comendador   | 2017 | [ 32 ]        |
|        | Benjamin Netanyahu          | Primer ministro de Israel                                     | Gran Cruz    | 2019 | [ 33 ]        |
|        | Hamad bin Isa al-Khalifa    | Rey de Baréin                                                 | Gran Collar  | 2021 | [ 34 ]        |
|        | Mohammed bin Rashid         | Emir de Dubái                                                 | Gran Collar  | 2021 | [ 34 ]        |
|        | Mohammed bin Zayed          | Príncipe heredero de Abu Dhabi                                | Gran Collar  | 2021 | [ 34 ]        |
|        | Jalifa bin Zayed Al Nahayan | Presidente de los Emiratos Árabes Unidos                      | Gran Collar  | 2021 | [ 34 ]        |
|        | Marcelo Rebelo de Sousa     | Presidente de la República Portuguesa                         | Gran Collar  | 2023 | [ 35 ]        |
|        | Alberto Fernández           | Presidente de Argentina                                       | Gran Collar  | 2023 | [ 36 ]        |
|        | João Lourenço               | Presidente de Angola                                          | Gran Collar  | 2023 | [ 37 ]        |
|        | Sergio Mattarella           | Presidente de Italia                                          | Gran Collar  | 2024 | [ 38 ]        |
|        | José Mujica                 | Expresidente de Uruguay                                       | Gran Collar  | 2024 | [ 39 ]        |